# Katherine Belov
Pour les articles homonymes, voir Belov.
Katherine Belov (née en 1973) est une généticienne australienne, professeure de génomique comparative à la School of Life and Environmental Sciences et Pro Vice Chancellor of Global Engagement à l'Université de Sydney. Elle est à la tête de l'Australasian Wildlife Genomics Group et experte en recherche dans le domaine de la génomique comparative et de l'immunogénétique, y compris les diables de Tasmanie et les koalas, deux espèces australiennes emblématiques qui sont menacées par des processus pathologiques. Tout au long de sa carrière, elle a réfuté l'idée que le système immunitaire marsupial est primitif, caractérisé les gènes immunitaires de l'opossum gris à queue courte d'Amérique du Sud, participé au projet Platypus Genome, dirigé des recherches identifiant les propriétés du venin d'ornithorynque et identifié la cause de la propagation du cancer contagieux du diable de Tasmanie.
Belov est une défenseur des femmes dans les STEM (en) et dirige une équipe de recherche composée en grande partie d'étudiantes et d'étudiantes post-doctorales.

## Biographie
Katherine Belov est née en 1973 à Sydney, en Australie, de Nick et Larissa Belov. Ses deux parents étaient des immigrants en Australie et d'origine russe. Belov a grandi à West Ryde (en), en Nouvelle-Galles du Sud et a obtenu son diplôme de premier cycle à l'université Macquarie en génétique humaine. Elle a été persuadée de passer de la génétique humaine à la génétique animale par le professeur Des Cooper qui deviendrait son directeur de thèse, et a d'abord travaillé sur les kangourous gris (en), mais est rapidement passée à l'étude des marsupiaux. Elle a contesté une théorie d'un autre chercheur qui croyait que les marsupiaux n'avaient pas de système immunitaire très développé et a prouvé qu'ils avaient un système immunitaire sophistiqué comparable au nôtre. La recherche l'a incitée à s'inscrire à un programme de doctorat sur l'immunologie marsupiale à l'Université Macquarie. Elle a obtenu son doctorat en 2002 et a commencé son travail postdoctoral au Musée australien avec une bourse du Conseil australien de la recherche .
En 2004, au sein de l'équipe, Belov est devenue l'une des principaux chercheurs à séquencer le génome de l'ornithorynque. Les résultats, impliquant le travail de plus de 100 scientifiques internationaux, ont été publiés dans Nature en mai 2008. Parmi les résultats, l'ornithorynque possède des peptides antimicrobiens uniques avec un potentiel à large spectre pour lutter contre une variété de bactéries et de virus, et peut-être des infections à staphylocoques (en) chez l'homme. Les recherches de Belov se sont poursuivies et elle dirige maintenant sa propre équipe de chercheurs de l'université de Sydney, ils ont commencé à caractériser le venin d'ornithorynque, qui n'a pas d'antivenin et provoque de graves douleurs chez l'homme. Ils ont pu terminer l'analyse en 18 mois, vérifiant sept métalloprotéinases à zinc ressemblant à des serpents, sept toxines similaires aux alpha-latrotoxines des araignées veuves noires, six protéines sécrétoires riches en cystéine (en) (CRISP) comme celles trouvées dans certains lézards et monstres de Gila, ainsi que quelques composants mineurs similaires à ceux du venin d'anémone de mer.
En 2007, Belov a accepté un poste de chargée de cours à la Faculté des sciences vétérinaires de l'Université de Sydney et a commencé à se concentrer sur le cancer contagieux, la maladie des tumeurs faciales du Diable de Tasmanie, qui a commencé à se propager dans la population du diable de Tasmanie en 1996. Elle a suggéré que le problème était que les diables manquent de diversité génétique du complexe majeur d'histocompatibilité. Belov a prouvé son hypothèse, selon laquelle les démons ne développent pas de réponse immunitaire au cancer parce que la constitution génétique de la tumeur est si similaire à la leur.
Belov est devenue professeure titulaire de génomique comparée à l'Université de Sydney et a reçu un prix Future Fellow du Conseil australien de la recherche pour poursuivre ses recherches sur l'identification des gènes, non seulement pour les diables et les ornithorynques, mais pour d'autres espèces australiennes indigènes comme les scinques et les wallabies. En 2014, elle a reçu la médaille Fenner pour la recherche en biologie de l'Académie des sciences australienne.
En 2016, elle a été nommée au nouveau poste de Pro-Vice-Chancellor (Global Engagement) à l'Université de Sydney. Ce rôle comprend la responsabilité de gérer le développement et l'exécution de la stratégie d'engagement mondial de l'Université.
L'équipe de recherche de Belov a fait des découvertes importantes en 2016. Premièrement, de nouvelles recherches ont prouvé que les peptides antimicrobiens (appelés cathélicidines (en)) contenus dans le lait du diable de Tasmanie peuvent tuer les bactéries et les champignons les plus mortels, une découverte importante dans la lutte contre les superbactéries (en). La seconde était la découverte de neuf nouvelles variantes génétiques dans la population éloignée du diable de Tasmanie du sud-ouest (en).
Belov a publié plus de 170 articles évalués par des pairs, dont des articles dans Nature, les Actes de la National Academy of Sciences et PLoS Biology.
Aujourd'hui, son équipe, l'Australasian Wildlife Genomics Group, étudie la génétique moléculaire et l'évolution des familles de gènes et des génomes de notre faune indigène . La recherche est axée sur le système immunitaire, la génétique de la conservation (en) évolutive et les applications pour la gestion de la conservation des espèces.
Belov promeut les femmes dans les STEM (en) et siège au conseil consultatif SAGE de l'université de Sydney.
Belov a reçu le titre d'Officier de l'Ordre d'Australie en reconnaissance de ses services en tant qu'universitaire et chercheuse dans l'enseignement supérieur (en particulier la génomique comparative).

## Prix et distinctions
- 2008 – Prix Tall Poppy de l'Institut australien de politique et de science[17]
- 2009 – People's Choice Award, au 20e Eureka Awards (en) de l'Australian Museum[18]
- 2010 – élue au Top 100 des Sydney-siders les plus influents, par Sydney Magazine[19]
- 2011 – Prix Eureka Recherche et Innovation, Recherche Environnementale, The Devils' Advocates [18]
- 2014 – Médaille Ross Crozier de la Société de génétique d'Australasie[20]
- 2014 – Médaille Fenner de l'Académie australienne des sciences pour la recherche en biologie (hors sciences biomédicales) [21]
- 2018 – Membre de la Royal Society of New South Wales [22]
- 2019 – Officier de l'Ordre d'Australie[23]

## Publications
- (en) Janine E. Deakin et Katherine Belov, « A Comparative Genomics Approach to Understanding Transmissible Cancer in Tasmanian Devils », Annual Review of Genomics and Human Genetics, vol. 13, no 1,‎ 2012, p. 207–222 (PMID 22657390, DOI 10.1146/annurev-genom-090711-163852).
- (en) Beata Ujvari, Anne-Maree Pearse, Kate Swift, Pamela Hodson, Bobby Hua, Stephen Pyecroft, Robyn Taylor, Rodrigo Hamede, Menna Jones, Katherine Belov et Thomas Madsen, « Anthropogenic selection enhances cancer evolution in Tasmanian devil tumours », Evolutionary Applications, vol. 7, no 2,‎ février 2014, p. 260–265 (DOI 10.1111/eva.12117).
- (en) Gregory M. Woods, Alexandre Kreiss, Katherine Belov, Hannah V. Siddle, David L. Obendorf et H. Konrad Muller, « The Immune Response of the Tasmanian Devil (Sarcophilus harrisii) and Devil Facial Tumour Disease », EcoHealth, vol. 4, no 3,‎ 2007, p. 338–345 (DOI 10.1007/s10393-007-0117-1).
- (en) H. V. Siddle, A. Kreiss, M. D. B. Eldridge, E. Noonan, C. J. Clarke, S. Pyecroft, G. M. Woods et K. Belov, « Transmission of a fatal clonal tumor by biting occurs due to depleted MHC diversity in a threatened carnivorous marsupial », Proceedings of the National Academy of Sciences, vol. 104, no 41,‎ 2007, p. 16221–6 (PMID 17911263, PMCID 1999395, DOI 10.1073/pnas.0704580104).